# Alejandro Roca
Alejandro Roca är en ort i Argentina.   Den ligger i provinsen Córdoba, i den centrala delen av landet, 500 kilometer väster om huvudstaden Buenos Aires. Alejandro Roca ligger 216 meter över havet och antalet invånare är 4 724.
Terrängen runt Alejandro Roca är platt. Runt Alejandro Roca är det mycket glesbefolkat, med 7 invånare per kvadratkilometer..
Trakten runt Alejandro Roca består till största delen av jordbruksmark.